# Mare Undarum
Il Mare Undarum (in latino Mare delle onde) è una formazione geologica della superficie della Luna.